# Marie Le Nepvou
Marie Le Nepvou (Saint-Brieuc, 25 de enero de 1985) es una deportista francesa que compitió en remo.
Ganó una medalla de oro en el Campeonato Mundial de Remo de 2004, en la prueba de cuatro sin timonel. Además, obtuvo dos medallas de oro en el Campeonato Mundial de Remo de Mar, en los años 2008 y 2010.

## Palmarés internacional
| Campeonato Mundial | Campeonato Mundial | Campeonato Mundial | Campeonato Mundial |
| Año                | Lugar              | Medalla            | Prueba             |
| ------------------ | ------------------ | ------------------ | ------------------ |
| 2004               | Bañolas (España)   | Medalla de oro     | Cuatro sin timonel |